# Cheirogaleus adipicaudatus
Cheirogaleus medius là một loài động vật có vú trong họ Cheirogaleidae, bộ Linh trưởng. Loài này được Grandidier mô tả năm 1868.

## Hình ảnh

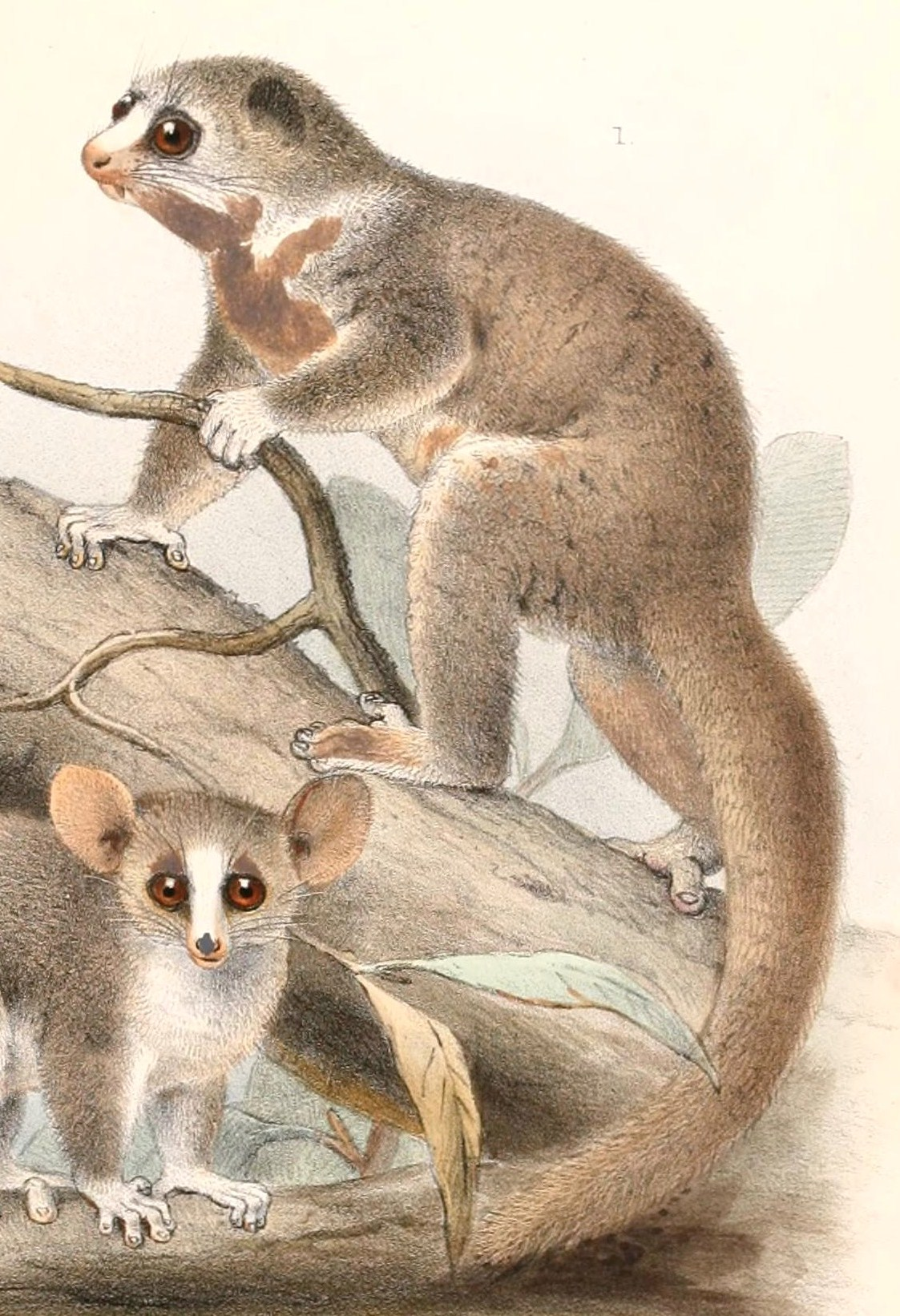
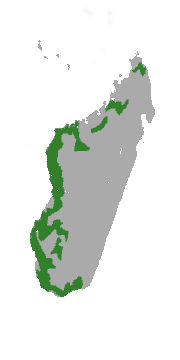